# 1940-es magyar asztalitenisz-bajnokság
Az 1940-es magyar asztalitenisz-bajnokság a huszonnegyedik magyar bajnokság volt. A bajnokságot május 2. és 5. között rendezték meg Budapesten, a Piarista gimnázium nagytermében.

## Eredmények
| Versenyszám  | Arany                                                      | Arany | Ezüst                                         | Ezüst | Bronz | Bronz |
| ------------ | ---------------------------------------------------------- | ----- | --------------------------------------------- | ----- | --- | ----- |
| Férfi egyéni | Barna Tibor Duna SC                                        |       | Benkő Károly VAC                              |       | Lantos Rezső Weiss Manfréd TKOtto Eckl Post SV Wien                                                                    |       |
| Női egyéni   | Farkas Gizella Miskolci Előre                              |       | Gertrude Pritzi Post SV Wien                  |       | Sipos Anna Pénzintézeti SLFábiánné Király Ilona egyesületen kívüli                                                     |       |
| Férfi páros  | Soós Ferenc, Schmiedl Jenő Újpesti TE                      |       | Barna Tibor, Rózsa László Duna SC             |       | Haig Papazian , Otto Eckl Post SV Wien Herbert Wunsch , Erwin Kaspar Post SV Wien                                      |       |
| Női páros    | Farkas Gizella, Sipos Anna Miskolci Előre, Pénzintézeti SL |       | Gertrude Pritzi , Ottilie Graszl Post SV Wien |       | |       |
| Vegyes páros | Farkas József, Farkas Gizella Miskolci LE, Miskolci Előre  |       | Otto Eckl , Gertrude Pritzi Post SV Wien      |       | Schmiedl Jenő, Sipos Anna Újpesti TE, Pénzintézeti SLDávid, Fábiánné Király Ilona Weiss Manfréd TK, egyesületen kívüli |       |